# Nerv cranian
Nervii cranieni reprezintă componenta craniană a sistemului nervos periferic, fiind nervi cu origine la nivelul encefalului. Omul posedă 12 perechi de nervi cranieni, dintre care 10 își au originea aparentă în trunchiul cerebral. Nervii cranieni asigură inervația senzitivo-motorie a extremității cefalice și de asemenea importante funcții senzoriale. Numerotarea lor elaborată de Samuel Thomas von Sommering si Felix Vicq D'Asyr îi ierarhizează în raport cu nivelul originilor și amplasamentul la baza craniului (fosa cerebrală anterioară, mijlocie si posterioară).

## Amplasare
Primele două perechi, respectiv nervul olfactiv (prima pereche) și nervul optic (perechea a doua), sunt elemente periferice ale căilor olfactice, respectiv vizuale, dependente de emisferele cerebrale. Celelalte perechi (III-XII) își au originea în nucleii din trunchiul cerebral ce continuă formația cenușie a măduvei fragmentată de cele două decusații piramidală și piniformă. Nervii cranieni III și IV (oculomotor comun si patetic) au nuclei situati in mezencefal, nervul V (trigemen) cu nuclei bulbo-ponto-mezencefalici, nervul VI (abducens), nervul VII (facial) si nervul VIII (acustico-vestibular)cu nuclei ponto-bulbari. Ultimele patru perechi sunt nervi cu origine bulbară: nervul IX (glosofaringian), nervul X (vag), nervul XI (spinal) și nervul XII (hipoglos)

## Lista nervilor cranieni
| No   | Nume                                       | Senzitiv/Motor | Origine            | Nuclei | Funcție |
| I    | Nervul olfactiv                            | Senzitiv       | Telencefal         | Nucleul olfactiv anterior                                                                                           | Funcție olfactivă; diverse funcții de integrare instinctivo-comportamentale. |
| II   | Nervul optic                               | Senzitiv       | Telencefal         | Celulele ganglionare ale retinei                                                                                    | Transmite informația vizuală; situat în canalul optic |
| III  | Nervul oculomotor                          | Motor          | Mezencefal         | Nucleul oculomotor, Nucleul Edinger-Westphal (calota mezencefalică)                                                 | Inervează mușchiul ridicător al pleoapei, mușchiul drept superior, mușchiul drept medial, mușchiul drept inferior și mușchiul oblic inferior, care împreună participă la mișcarea ochiului; situat in fisura orbitală superioară |
| IV   | Nervul patetic/trohlear                    | Motor          | Mezencefal         | Nucleul trohlear | Inervează mușchiul oblic superior, care deplasează globul ocular în jos și în afară; situat în fisura orbitală superioară |
| V    | Nervul trigemen                            | Mixt           | Puntea lui Varolio | Nucleul trigemen senzitiv principal, Nucleul trigemen spinal, Nucleul trigemen mezencefalic, Nucleul trigemen motor | Asigură sensibilitatea teritoriilor cutanate și mucoase ale extremității cefalice; controlează ridicarea, coborârea, proiecția înainte și înapoi a mandibulei, precum și producerea lacrimilor; situat in fisura orbitală superioară (Nervul oftalmic - V1), foramen rotundum (Nervul maxilar - V2), șo foramen ovale (Nervul mandibular - V3) |
| VI   | Nervul abducens (sau nervul ocular extern) | Motor          | Puntea lui Varolio | Nucleul abducens | Inervează mușchiul drept extern, care permite mișcarea laterală a globului ocular; situat în fisura orbitală superioară |
| VII  | Nervul facial                              | Mixt           | Puntea lui Varolio | Nucleul facial, Nucleul solitar, Nucleul superior salivar                                                           | Inervarea motorie a mușchilor faciali, precum și a gâtului, și permit închiderea ochilor și a gurii. Inervarea senzitivă a mușchiul digastric și scăriță, a două treimi anterioare a limbii, precum si inervarea secretomotorie a glandei salivare (cu exceptia glandei parotide) șand thei a glandei lacrimale; situat în canalul acustic intern până la canalul facial si iese prin foramenul stilomastoid                                          |
| VIII | Nervul vestibulocohlear                    | Senzitiv       | Puntea lui Varolio | Nucleul vestibular, Nucleul cohlear                                                                                 | Nervul auditiv este format din doi nervi care merg alăturat unul de altul, Nervul cohlear și Nervul vestibular. Nervul cohlear (auditiv acustic) transmite creierului sunetele percepute de ureche, iar nervul vestibular conduce informatiile destinate mentinerii echilibrului; situat in canalul acustic intern |
| IX   | Nervul glosofaringian                      | Mixt           | Bulbul rahidian    | Nucleul ambiguu, Nucleul salivar inferior, Nucleul solitar                                                          | Inervarea motorie a treimii posterioare a limbii, inervare secretomorie a glandei parotide, precum și a mușchiului stilofaringian. Fibrele senzitive inervează loja amigdaliană, mucoasa laringelui, trompa lui Eustachio și casa timpanului. Situat în foramenul jugular |
| X    | Nervul vag (sau Nervul pneumogastric)      | Mixt           | Bulbul rahidian    | Nucleul ambiguu, Nucleul dorsal motor vagal, Nucleul solitar                                                        | Inervare branhiomotorie a mușchilor faringeali și laringeali (cu excepția mușchiului stilofaringian, inervat de Nervul glosofaringean). Este nervul principal al sistemului nervos vegetativ care comanda viscerele: sursă a fibrelor nervoase parasimpatice pentru toate organele interne toracale și abdominale până la splenic flexure; controlează parțial epiglota. O funcție importantă: controlează mușchii vocii. Situat în foramenul jugular |
| XI   | Nervul spinal/accesori                     | Motor          | Bulbul rahidian    | Nucleul ambiguu, Nucleul spinal accesoriu                                                                           | Controlează mușchiul sternocleido-mastoidian (înclinarea capului de aceeași parte și rotirea spre partea opusă) și mușchiul trapez (ridicarea mușchiului), având unele funcții suprapuse cu cele ale nervului vag. Situat in foramenul jugular |
| XII  | Nervul hipoglos                            | Motor          | Bulbul rahidian    | Nucleul hipoglos | Inervare motorie a mușchilor limbii (cu excepția mușchiului palatoglossus, inervat de Nervul vag), precum și alți mușchi glosali. Rol în înghițire și vorbirea articulată. Situat in canalul hipoglos |

## Sindroame topografice extranevraxiale ale nervilor cranieni
| Sindromul                                                                             | Nervi lezați                                         | Principalele semne clinice | Etiologia frecventă                                                                                     | Valoarea topografică                                        |
| ------------------------------------------------------------------------------------- | ---------------------------------------------------- | --- | --- | ----------------------------------------------------------- |
| Olfactiv                                                                              | I                                                    | Anosmie, uneori sindrom Foster-Kennedy | Meningeom olfactiv sau jug sfenoidal; tumori prefrontali                                                | etaj anterior al craniului                                  |
| Nerv optic                                                                            | II                                                   | Atrofie optică, amauroză, sindroame chiasmatice | Tumori intraorbitale, fractură de gaură optică, gliom de nerv sau chiasmă, tumori selare si supraselare | Etaj anterior sau mijlociu al craniului                     |
| Sindrom Foster-Kennedy                                                                | II                                                   | Atrofie optică primitivă homolaterală și stază papilară contralaterală | Tumori frontale, meningioame de șanț olfactiv, meningioame de treime internă a aripii sfenoidale        | Etaj anterior al craniului de partea atrofiei optice        |
| Fantă sfenoidală (sindrom Ronchon-Duvigneaud)                                         | III, IV, VI si V (ramura oftalmică)                  | Ptoză palpebrală, oftalmoplegie, midriază, anestezie în teritoriul nervului oftalmic | Tumori orbitale si osoase, periostite, meningioame de aripă sfenoidală, tromboflebită de sinus cavernos | Etaj anterior și mijlociu cranian                           |
| Apex orbital (sindrom Rollet)                                                         | II, III, IV, VI si V (oftalmic)                      | Ptoză palpebrală, oftalmoplegie, midriază, anestezie în teritoriul nervului oftalmic, ambliopie, amauroză, ambliopie cu atrofie optică | Tumori orbitale si osoase, periostite, meningioame de aripă sfenoidală, tromboflebită de sinus cavernos | Etaj anterior și mijlociu cranian                           |
| Sinus cavernos (sindrom Foix-Chavany-Marie)                                           | III, IV, IV, V (oftalmic)                            | Ptoză palpebrală, oftalmoplegie, midriază, anestezie în teritoriul nervului oftalmic, paralizia nervului IV apare mai târziu | Tromboflebită de sinus cavernos, anevrism de carotidă internă, tumori paracavernoase                    | Etaj anterior și mijlociu cranian                           |
| Apex al stâncii temporale (sindrom Gradenigo)                                         | V, VI                                                | Paralizia nervului cranian VI, tulburări de sensibilitate în ramura oftalmică a nervului V | Otită cu tromboflebită secundară a sinusurilor pietroase (superioare și inferioare); periostită apicală | Vârful stâncii                                              |
| Sindrom paratrigeminal Raeder                                                         | V+fibre simpatice iridodilatoare și uneori nervul VI | Nevralgie trigeminală, sindrom Horner, uneori paralizia nervului VI | Meningiom și epidurite de cavum Meokeli; tromboflebita sinusului pietros superficial                    | Etaj mijlociu                                               |
| Unghi pontocerebelos (Cushing)                                                        | VIII, V, VI, uneori VII                              | Hipoacuzie, vertij, nistagmus sistematizat, nevralgie de trigemen și paralizie facială periferică; uneori paralizia nervului VI | Neurinom acustic, meningiom sau colesteatom                                                             | Fosă cerebrală posterioară                                  |
| Sindrom de conduct auditiv intern                                                     | VII, VIII                                            | Paralizie facială periferică, hipoacuzie, sindrom vestibular periferic | Neurinom acustic, fracturi de stâncă, otite                                                             | Stânca craniului                                            |
| Gaură ruptă posterioară (sindrom Vernet)                                              | IX, X, XI                                            | Hemiparalizie faringo-velolaringeană cu tulburări de sensibilitate; paralizie a mușchilor sterno-mastoidian și trapez | Tromboflebita jugularei; periostită; fracturi, arahnoidită de fosă posterioară                          | Regiunea posterioară a hemibazei craniului                  |
| Sindrom Collet-Sicard                                                                 | IX, X, XI, XII                                       | Hemiparalizie faringo-velolaringeană cu tulburări de sensibilitate; paralizie a mușchilor sterno-mastoidian și trapez, hemipareză a limbii | Tromboflebita jugularei; periostită; fracturi, arahnoidită de fosă posterioară                          | Regiunea posterioară a hemibazei craniului                  |
| Sindrom retromastoidian (sindrom Tapia)                                               | XI, XII                                              | Paralizia atrofică a hemilimbii și hemilaringelui; vălul intact | Tumori ale regiunii retromastoidiene                                                                    | Regiunea retromastoidiană, subarahnoidiană                  |
| Spațiul retroparotidian (sindrom Villaret)                                            | IX, X, XI, XII, fibra vasodilatatoare                | Paralizia nervilor cranieni bulbari, sindrom Horner | Tromboflebita jugularei, periostită, fracturi, arahnoidită de fosă posterioară                          | Spațiul maxilofaringian                                     |
| Paralizie succesivă unilaterală a nervilor cranieni (sindrom Garcin)                  | III, XII                                             | Paralizii unilaterale, progresive de nervi cranieni, fără sindrom de hipertensiune intracraniană | Tumori infiltrative ale craniului, determinate de neoplasm nazofaringian                                | Etaj mijlociu și posterior cranian cu invadarea exocraniană |
| Sindromul Schmidt (Sindromul Avellis cu paralizia ramurii externe a nervului accesor) | X, XI                                                | Hemiplagie laringiană cu disfonie, anestezie și ușoară hemipareză faringiană, hemiplagie velopalatină cu rinolalie și refluarea lichidelor pe nas, tulburări ale ritmului cardiac, tuse spastică la apăsarea pe tragus, paralizia mușchilor trapez și a sternocleidomastoidian, cu imposibilitatea ridicării umărului și a rotării capului în partea opusă | Insuficiența vasculară cerebrală, tumori                                                                | Etaj posterior cranian                                      |